# André Cabane
Pour les articles homonymes, voir Cabane (homonymie).
André Cabane, dit Louis-André Cabane, né à Roanne le 25 avril 1915 et mort à Rivesaltes le 20 juin 1988, est un peintre français. 
Inspiré par le mouvement néo-abstrait, puis kaluïdiscopique, il réalise principalement des paysages et des marines à l'huile et à la gouache.

## Biographie

### Débuts
André Cabane commence la peinture auprès de son père, André-Jean Cabane. Il est aussi inspiré par la peinture de son grand-père, Édouard Cabane. Après des études au lycée Jeanson à Paris, il est élève de Marcel Baschet et de Fernand Sabatté. Par son activité artistique importante, il intègre la Société des artistes français.
André Cabane expose au Salon des artistes français de 1929 la toile Bord de la Seine, à Saint-Cloud.
Il est fait prisonnier de guerre en Allemagne de 1940 à 1945 et obtient la Croix du combattant à sa libération.

### Carrière post Seconde Guerre mondiale
Louis André Cabane s'installe à Cannes, à son retour en France. Il établit son atelier au deuxième étage du 5, rue La Fontaine, dans lequel il peint et organise des expositions.
Entre les années 1940 et les années 1960, le peintre expose en France. À Cannes, dès 1945, sur la Croisette. Puis aux alentours, à Juan-les-Pins lors d'un salon en 1950 et à Mandelieu-la-Napoule en 1954 en collaboration avec l'Association les Peintres au Soleil et avec des œuvres de Francis Picabia.
Louis-André Cabane acquiert une notoriété qui lui permet de participer à des expositions parisiennes. En mai 1954 aux côtés d'Édouard Pignon, puis en 1955 avec Alfredo Cini, notamment.
À partir de 1958, les retentissements de son œuvre atteignent l'Italie. À Rome, d'abord, où il participe en octobre 1958 à l'exposition 14 Grands Maîtres du Siècle à la Galerie Téhéran, sise Via Margutta. L'exposition comporte des dessins, lithographies et peintures des artistes Louis André Cabane, Pablo Picasso, Henri Matisse, Massa, Cocteau, Bartolini, Kreutzeur, Mus, Nardulli, Parigini, Piccini, Sartorio, Tamburi et Zocchi. Au total, il participe à quatre expositions à Rome en 1958; en début d'année à la Galerie Nationale d'Art Moderne, en juin pour la Scola Culturale, en octobre à la Galerie Téhéran et en novembre à la galerie Marguttissima. En janvier 1959, il retrouve Picasso à San Remo à l'occasion d'une exposition coulant jusqu'en février. Sont aussi exposés des artistes comme Chagall, Buffet, Massa, Mus et Miro. Il obtient pour ses œuvres le prix du Ministère du spectacle à Rome en 1960 et sa biographie intègre la bibliothèque du Musée d'Art Moderne de la même ville en 1965.
Il quitte Cannes au début des années 1980, pour s'installer à Rivesaltes.

## L'œuvre
Louis André Cabane travaille principalement sur la toile, le papier et le carton. Il y réalise des peintures à l'huile ou à la gouache et dessine au pastel. Son œuvre se caractérise par l'emploi de couleurs souvent vives, créant des effets kaléidoscopiques. Le dessin constitue la majeure partie de son œuvre.
Il représente majoritairement des paysages, notamment marins car il puise son inspiration du littoral cannois. Il peint aussi de nombreuses natures mortes florales et de scènes animalières. S'il lui arrive de faire figurer des créatures mythologiques aux allures anthropomorphiques, comme des naïades, il n'a exécuté au cours de sa vie que deux portraits de personnes physiques (son épouse et une amie proche du couple).
Louis-André Cabane commence sa carrière de peintre en adhérant au mouvement primitif. Ensuite, il traverse des phases néo-abstrait, puis kaluïdoscopique, avant d'achever sa carrière dans le mouvement néo-abstrait lyrique. Son art emprunte par touches à l'abstrait, comme l'évoque le journaliste Enrico Contari en 1960 à propos de son exposition à Paris :

« On ne peut dire qu'il soit abstrait (abstractisant) car dans de nombreux tableaux qu'il expose ce serait plutôt contraire à la vérité. Son abstrait entre dans ses tableaux comme un "condiment". Ils sont gais, lumineux, et vivants, si bien que la teneur des œuvres est plus nettement réaliste. »

— Enrico Contari, Exposition personnelle à la Galerie de Paris

## Expositions principales
- 1947, Galeries d'Art, Cannes la Croisette.
- 1958, Cinquantenaire du Salon, Lyon.
- 1958, 14 Grands Maitres du Siècle, Galerie Téhéran (Rome), en octobre.
- 1960, Mosta de la Via Margutta (Rome), en juin.